# Glaucopsyche medunnoughi
Glaucopsyche medunnoughi är en fjärilsart som beskrevs av Gunder 1927. Glaucopsyche medunnoughi ingår i släktet Glaucopsyche och familjen juvelvingar. Inga underarter finns listade i Catalogue of Life.